# Кунігунда Австрійська (герцогиня Баварії)
Кунігунда Австрійська (нім. Kunigunde von Österreich; 16 березня 1465, Вінер-Нойштадт — 6 серпня 1520, Мюнхен) — ерцгерцогиня Священної Римської імперії з роду Габсбургів, герцогиня Баварії.

## Біографія
Кунігунда, разом зі своїм старшим братом, майбутнім імператором Священної Римської імперії Максиміліаном I, були двома із шести дітей імператора Фрідріха III та його дружини Леонори, які дожили до свого повноліття. Дитинство та юність її пройшли у містах Грац та Вінер-Нойштадт, у досить вільній атмосфері, не пов'язаній з придворними церемоніями. Принцеса навчалася не тільки прийнятим на той час для жіночої освіти дворянки читанню, письму, в'язанню та вишиванню, але також робила успіхи у виїздці та мисливській майстерності, а також в астрономії та математиці. Вчителів їй вибирав особисто імператор.
Вже 1470 року руки Кунігунди просить угорський король Матвій Корвін, проте настільки раннє сватання було відкинуто Фрідріхом III.
У 15 років дівчина у супроводі батька вперше виходить у Відні у світське товариство. Тут був присутній, на запрошення імператора, герцог Баварії Георг. Після святкувань Кунігунда була відправлена під охороною в замок Граца, яким керував грацький бургграф Ульріх III фон Грабен. Час був неспокійний, і принцесі навіть тут загрожувала небезпека — Ульріхом в останній момент було розкрито розбійницьку змову, учасники якої розраховували пограбувати і викрасти принцесу. Злочинці були викриті та страчені.
У цей час імператор переїхав до Лінца, а дочку відправив під заступництво свого кузена, герцога Тироля Сигізмунда, до Інсбрука. Тут Кунігунда знайомиться зі старшим на 18 років баварським герцогом Альбрехтом IV. Герцог розраховував шлюбом з ерцгерцогинею закріпити у себе землі свого померлого друга, Ніколаса фон Аренсберга, які були імперським леном. Імператор Фрідріх, який постійно потребував вільних коштів, погоджувався дати герцогу за Кунігундою землі покійного Аренсберга як посаг. Однак під час переговорів про укладання шлюбу Альбрехт IV захопив імперське місто Регенсбург. Дізнавшись це, імператор скасував свою згоду на весілля Кунігунди. Тоді Альбрехт, за допомогою Сигізмунда, показав принцесі сфальшоване благословення її батька на їхній шлюб, і 2 січня 1487 року в інсбрукській палацовій капелі відбулося вінчання Кунігунди та Альбрехта.
Лише завдяки втручанню свого брата Максиміліана Кунігунді вдалося уникнути імперської опали, оскільки імператор був розгніваний не лише на Альбрехта, але і на свою дочку. У сімейному житті в перші роки обман при укладенні шлюбу також створював між подружжям натягнуті стосунки, тим більше, що перші три дитини Кунігунди були дочками, що для Альбрехта, що бажав спадкоємця, було важким ударом. Після 1492 року, за посередництва Максиміліана, примиренні Кунігунди та Альбрехта з Фрідріхом III і народженням у Кунігунди трьох хлопчиків налагодилися і стосунки в сім'ї баварського герцога. 
Після смерті в 1508 році Альбрехта IV його дружина до самої своєї смерті знаходилася в мюнхенському Пюттрихському монастирі.